# تشارلز كونواي هارتيغان
تشارلز كونواي هارتيغان (بالإنجليزية: Charles Conway Hartigan)‏ هو ضابط أمريكي، ولد في 13 سبتمبر 1882 في Norwich (town), New York ‏ في الولايات المتحدة، وتوفي في 25 فبراير 1944 في إيدجواتر ‏ في الولايات المتحدة.